# Prezydent Litwy

Flaga Prezydenta

Prezydent Republiki (lit. Respublikos Prezidentas) – reprezentuje państwo litewskie i wykonuje obowiązki nałożone na niego przez konstytucję oraz ustawy.
Przyjęty w konstytucji system parlamentarno-prezydencki nadał prezydentowi szczególną rolę arbitra pomiędzy legislatywą a rządem. Dlatego ustawa zasadnicza wyposaża prezydenta w pełnomocnictwa wobec rządu i Sejmu, przy założeniu równowagi władz oraz sprawnego funkcjonowania państwa.
Wybór prezydenta przeprowadzony jest na miesiąc przed upływem kadencji na podstawie 4-przymiotnikowego prawa wyborczego. Kandydat, obywatel Litwy z pochodzenia, winien zamieszkiwać na Litwie co najmniej od 3 lat, mieć ukończone 40 lat i mieć prawo być wybranym do Sejmu. Kadencja prezydenta trwa 5 lat. Osoba wybrana na prezydenta winna zawiesić swoją działalność w partiach i organizacjach politycznych, nie może również łączyć swojej funkcji z piastowaniem mandatu poselskiego. Osoba prezydenta jest nietykalna.
Prezydent może być przedterminowo pozbawiony urzędu w wypadku poważnego naruszenia konstytucji, złamania przysięgi, dokonania przestępstwa. Rozstrzyga o tym Sejm w trybie procesowym. Również w wypadku wyborów przedterminowych może on w ciągu 30 dni od swego pierwszego posiedzenia większością 3/5 głosów zatwierdzić przedterminowe wybory prezydenckie.
Kompetencje prezydenta wygasają wskutek: upływu czasu, na który został wybrany (maksymalnie można sprawować urząd prezydenta przez 2 kadencje), wyborów przedterminowych, podania się do dymisji, śmierci, pozbawienia go urzędu w drodze postępowania procesowego przez Sejm, uchwały przyjętej większością 3/5 głosów ogólnej liczby jego członków na wniosek Sądu Konstytucyjnego stwierdzającej, że stan zdrowia nie pozwala mu pełnić obowiązków.
Prezydenta, który nie może pełnić swoich obowiązków, zastępuje przewodniczący Sejmu, któremu w tym czasie nie wolno zarządzać przedterminowych wyborów do Sejmu, dymisjonować lub mianować ministrów bez zgody Sejmu, rozpatrywać wniosku o wyrażenie wotum nieufności przewodniczącemu Sejmu.
Kompetencje prezydenta wymagające współdziałania z Sejmem dotyczą:
- zwoływania sesji nadzwyczajnej,
- przedstawienia dorocznego orędzia o stanie Litwy oraz o wewnętrznej i zewnętrznej polityce,
- zarządzania wyborów zwyczajnych i przedterminowych,
- przedkładania do ratyfikacji podpisanych umów międzynarodowych,
- mianowania i odwoływania prezesa Rady Ministrów,
- przedstawiania kandydatur sędziów i przewodniczącego Sądu Najwyższego,
- mianowania sędziów i przewodniczących Sądu Apelacyjnego i Sądu Konstytucyjnego,
- powoływania kontrolera państwowego i przewodniczącego Zarządu Banku Litwy,
- podpisywania i zarządzania publikacji ustaw przyjętych przez Sejm lub zwrotu ustaw do ponownego rozpatrzenia,
- mianowania i odwoływania dowódcy wojska i szefa służby bezpieczeństwa,
- wprowadzania stanu wojennego, mobilizacji oraz stanu wyjątkowego.

Kompetencje prezydenta wymagające współdziałania z rządem dotyczą:
- mianowania prezesa Rady Ministrów, powierzenia mu misji sformowania rządu i zatwierdzenia jego składu,
- przyjmowania dymisji rządu, poszczególnych ministrów,
- mianowania oraz odwoływania przedstawicieli dyplomatycznych Litwy w innych państwach i przy organizacjach międzynarodowych,
- powoływania i odwoływania, na wniosek premiera, ministrów oraz urzędników państwowych.

Prezydent w trybie przewidzianym przez ustawę nadaje obywatelstwo, przyznaje nagrody państwowe, przyjmuje listy uwierzytelniające, nadaje najwyższe stopnie dyplomatyczne i tytuły specjalne. Prezydent stosuje prawo łaski.
Urząd Prezydenta Litwy we współczesnej Litwie został ustanowiony przez Konstytucję, przyjętą w ogólnonarodowym referendum 25 października 1992 roku, które się odbyło razem z wyborami do Sejmu Republiki Litewskiej. W tych wyborach wygrała Litewska Demokratyczna Partia Pracy. Jej lider, Algirdas Brazauskas został Przewodniczącym Sejmu i zgodnie z 89 artykułem nowo przyjętej konstytucji zaczął czasowo pełnić obowiązki Prezydenta.
Pierwsze wybory Prezydenta Litwy we współczesnej Litwie odbyły się 14 lutego 1993 roku, które wygrał Algirdas Brazauskas, uzyskując 60,03% głosów.